# Хульфт, Герард Питерс
Герард Питерс Хульфт (нидерл. Gerard Pietersz Hulft, 12 декабря 1621, Амстердам — 10 апреля 1656, Коломбо) — нидерландский мореплаватель и военный деятель. В 1655 году он был отправлен с флотом на Цейлон, где погиб в бою.

## Биография
Хульфт был младшим сыном пивовара Питера Хульфта, члена добровольной народной гвардии в Ластаже, в окрестностях порта Амстердам. После завершения юридического образования Герард Хульфт был назначен секретарём в городской совет в 1645 году — на должность, которую он занимал до 1653 года. В 1652 году торговое судно, в которое он вложил огромные деньги, попало в плен к англичанам. В ходе последовавшей войны Хульфт нанял и содержал за свой счёт группу из 24 моряков, с которой он служил под командованием адмирала Витте де Витта (1654 год). После войны он потерял работу в качестве секретаря в связи с административным конфликтом с бургомистром, когда тот отказался вносить изменения в формулировки. Он, как считается, был другом художника Говерта Флинка, который нарисовал портрет Хульфта перед отплытием на Восток.
Присоединившись к Голландской Ост-Индской компании, где его брат Ян был губернатором, Хульфт уехал в Батавию в апреле 1654 года, получив письмо, назначающее его генерал-губернатором или генерал-директором Индий. По прибытии в Батавию в октябре, после шестимесячного путешествия, он вступил в Совет Индий.
В августе 1655 года Ян Мацуйкер послал его с одиннадцатью кораблями и 1120 солдатами на Цейлон. Его миссией было полностью ликвидировать там присутствие португальцев. Хульфт прибыл в Негомбо в середине сентября 1655 года. Во время своего пребывания на Цейлоне он поддерживал дружеские отношения с Раджасингхом II, наиболее могущественным из правителей острова.
Хульфт выступил из Маггоны и атаковал португальцев в непосредственной близости от Панадуру Мойя Ката. Голландцы взяли форт Калутара врасплох и осадили город Коломбо в октябре 1655 года. Во время первого предпринятого ими штурма 12 ноября 1655 года голландцы потеряли 300 человек, а 350 из них получили тяжёлые ранения. Полгода спустя Хульфт погиб в бою, будучи ранен из аркебузы в правое плечо. Через месяц после этого голландцы взяли Коломбо. Тело Хульфта, украшенное цветами и фруктами, было доставлено в цейлонский город Галле.

## Память
В его честь голландские переселенцы назвали своё поселение под Коломбо. Оно, являясь ныне пригородом столицы, по-прежнему носит его имя — Хульфтсдорп. В этом пригороде расположен Верховный суд Шри-Ланки.